# テュネル

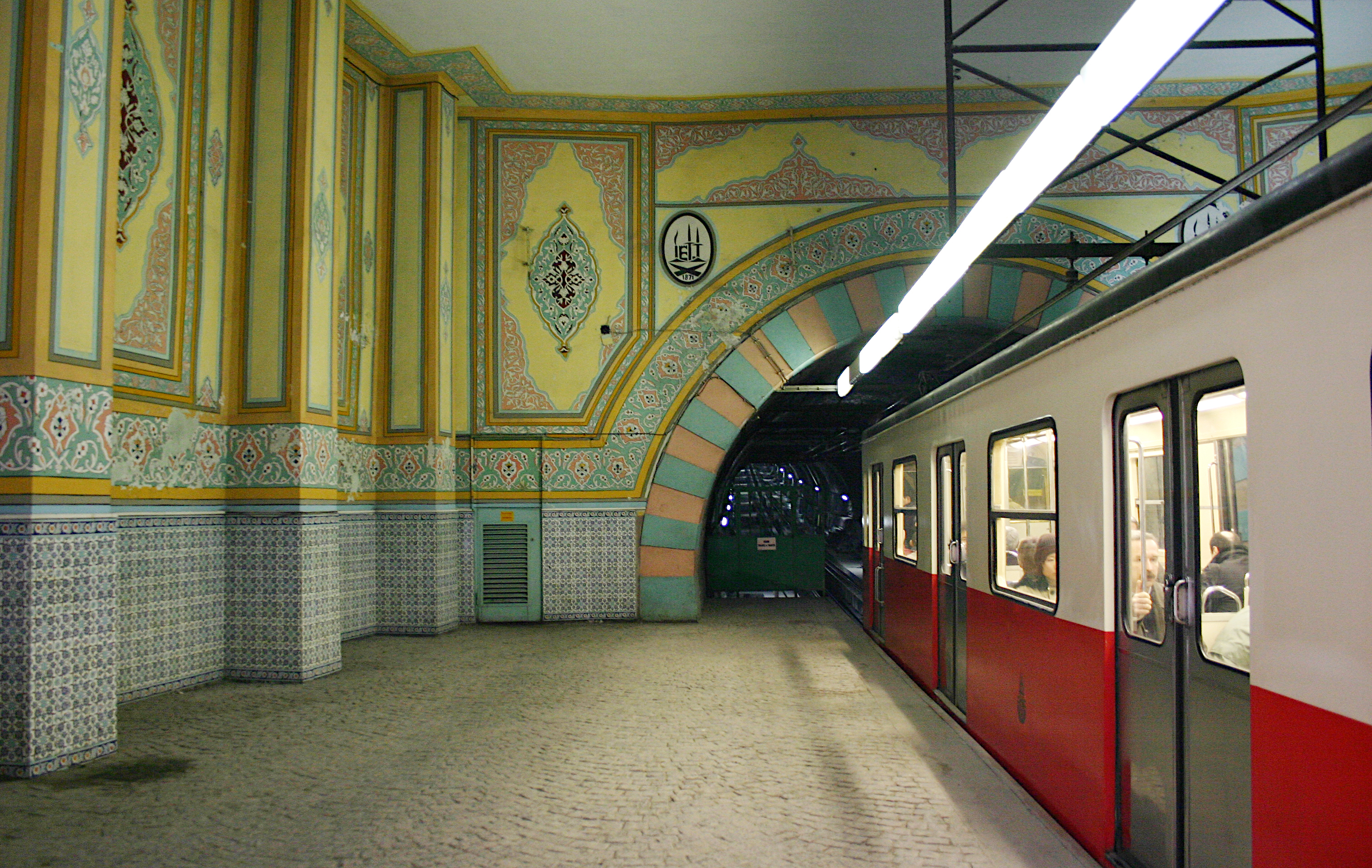
カラキョイ駅のホーム

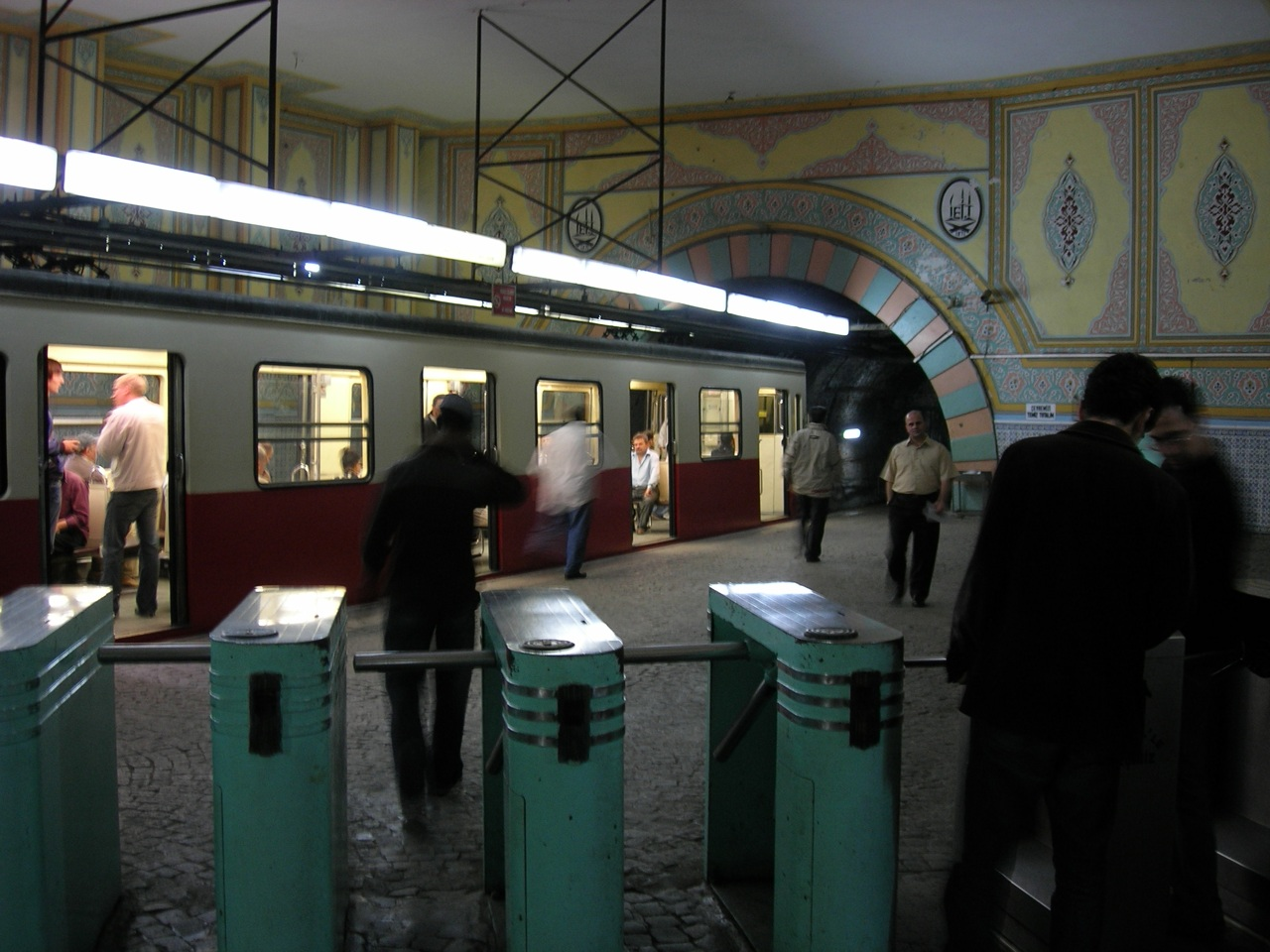
自動改札

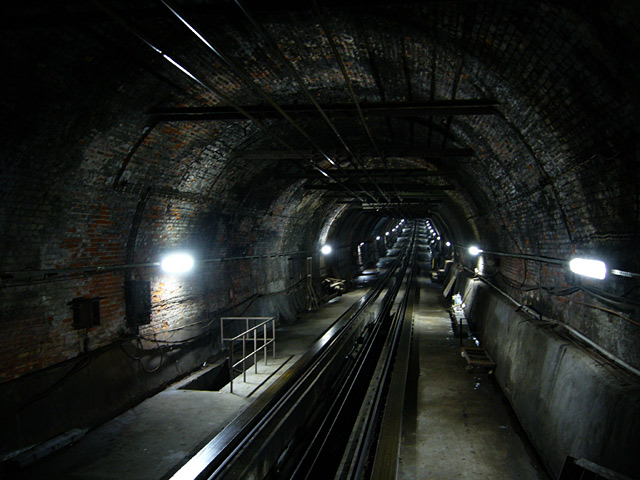
トンネル内

テュネル（トルコ語: Tünel、トンネルの意）は、トルコのイスタンブール新市街（金角湾の北側）の地下を走るケーブルカー。カラキョイ駅とベイオール駅を結んでいる。ロンドン地下鉄に次いで世界で2番目、ユーラシア大陸では最初に開業した地下鉄である。
イスタンブールのヨーロッパ側（ボスポラス海峡西岸）の新市街の地下を走る。ガラタ橋近くのカラキョイ駅から坂上のベイオール駅までの全長573メートルで、高低差60メートルの勾配を1分半かけて時速約25キロメートルで上下する。世界一短い地下鉄とされることもある。車両は2編成使用され、交走式（つるべ式）のケーブルカーで単線。交走式ケーブルカーであるため、中央部分にある短い複線区間で列車交換を行う。
開業は1875年で、世界で2番目に古い（ユーラシア大陸では初）地下鉄であるが、地下ケーブルカーという特殊な方式であるため、世界で2番目（ユーラシア大陸初）の地下鉄としてはハンガリーのブダペスト地下鉄1号線（地下鉄として唯一世界遺産に登録）があげられることも多い。

## 歴史
1867年にフランス人技術者Eugène-Henri Gavandにより計画された。彼は2年後の1869年11月6日、オスマン帝国第32代スルタンのアブデュルアズィズより建設許可を取得。外国資本を導入して1871年7月30日に着工し、1874年12月に完成、翌年1月17日に営業運転を開始した。
開通当初は動力に蒸気を利用していたが、1910年に電化。トルコ共和国成立後の1939年には国有化された。1971年にリニューアルされ、それまで木製だった車体も金属製のものに置き換えられている。
2009年4月現在、運賃は片道0.9トルコリラ（90クルシュ）。窓口で切符代わりのジュトン（専用コイン）を購入して自動改札に投入する。